# Hanko
Hanko (Hangö en suec; Гангут en rus) és una petita localitat bilingüe portuària de Finlàndia. Té una població de 10.000 habitants.